# Jon Mikl Thor
Jon Thor Mikl (nacido en Vancouver, Canadá, 1958) es un fisicoculturista y músico canadiense de heavy metal, líder del grupo musical Thor y conocido por las películas Rock 'n' Roll Nightmare y Zombie Nightmare.

## Biografía y carrera
Durante su carrera de culturista ha conseguido cerca de 40 títulos alrededor del mundo. Como músico, es el líder de la banda de Heavy Metal Thor, apodándose como “El Guerrero Legendario del Rock”. También ha aparecido en películas como Rock 'n' Roll Nightmare y Zombie Nightmare. Sus conciertos son exhibiciones de fuerza, como soplar botellas de agua caliente hasta que estallan, doblar barras de acero con los dientes, y romper ladrillos sobre su pecho pelado. Su álbum más reciente fue 'Devastation Of Musculation', y fue lanzado en marzo de 2006.
Natural de Vancouver, Thor es también el fundador de los deportes de la VM, una línea de una ropa auténtica de los Millonarios de Vancouver.

## Discografía

### Thor And The Imps
- Muscle Rock (1976)

### Thor
- Keep the Dogs Away (1977)
- Gladiator (1979)
- Striking Viking (1980)
- Unchained (1983)
- Only the Strong (1985)
- Live in Detroit (1985)
- Recruits - Wild in the Streets (1986)
- Ride of the Chariots (1997)
- Thunderstruck: Tales from the Equinox (1998)
- Dogz II (2000)
- Triumphant (2002)
- Mutant (2003)
- Beastwomen From the Center of the Earth (2004)
- Thor Against the World (2005)
- Devastation of Musculation (2006)
- Into the Noise (2008)
- Steam Clock (2009)
- Keep The Dogs Away-30th anniversary (2009)
- Live In Detroit-re-release (2009)
- Unchained (2009)
- Sign Of The V (2009)

### Tritonz
- The Edge of Hell (1987)
- Rock 'n' Roll Nightmare (2006)

### Thor & The Ass Boys
- Odin Speaks (2001)

## Filmografía
- Zombie Nightmare
- Rock 'n' Roll Nightmare

## Videografía
- Live In London (1984) [VHS]
- Rare Footage - Live 1984 In England (1998) [VHS]
- Live at Kings in Raleigh, NC - Oct. 18th, 2002 (2002) [VHS]
- An-THOR-Logy 1976-1985 (2005) [DVD]